# Tabloid Junkie
Tabloid Junkie (englisch für „Boulevardpresse-Junkie“) ist ein Contemporary-R&B-Song des US-amerikanischen Popsängers Michael Jackson, der am 20. Juni 1995 auf dessen neunten Studioalbum HIStory – Past, Present and Future Book I erschien. Der Song wurde nie als Single veröffentlicht, obgleich er als potenzielle Single eingestuft wurde.

## Entstehung
Während der Zusammenarbeit zwischen Jackson und den Produzenten James Harris III und Terry Lewis für den Song Scream hörte sich Jackson auch noch weitere Produktionen des Duos an, darunter auch The Knowledge von Janet Jacksons Album Rhythm Nation 1814, wovon sich Jackson beim Rhythmus inspirieren ließ. Ursprünglich sollte der Song Tabloid Jungle (englisch für „Boulevard-Dschungel“) heißen. Mit diesem Titel wollte Jackson darstellen, dass  er sich wie von den Medien gejagt fühle. Der Titel wurde jedoch in Tabloid Junkie geändert, um zu äußern, wie sehr die Öffentlichkeit durch ihr Interesse der Boulevardpresse Nährboden liefere. 

## Inhalt
Im Text greift Jackson die Verbreitung von Gerüchten in den Medien über ihn an, dabei greift er unter anderem das Gerücht auf er schlafe ihn einer Sauerstoffkammer („Singer Michael Jackson sleeps in an oxygen chamber“) oder er sei homosexuell („They say he’s homosexual“). Auch verwendet er ein über Madonna verbreitetes Gerücht („She’s blonde and she’s bisexual“). Diese Art der Berichterstattung bezeichnet Jackson als respektlos („You’re so damn disrespectable“) und als Verleumdung („It’s slander“). Außerdem fordert er den Hörer auf solchen Meldungen keinen Glauben zu schenken und die Boulevardzeitung nicht zu kaufen.

„Just because you read it in a magazine

Or see it on the TV screen

Don’t make it factual

Though everybody wants to read all about it“

„Nur weil du es in einer Zeitschrift gelesen hast

Oder im Fernsehen gesehen hast

Halte es nicht für Fakten

Obwohl jeder alles darüber lesen will“

## Besetzung
- Komposition – Michael Jackson, James Harris III, Terry Lewis
- Produktion – Michael Jackson, James Harris III, Terry Lewis
- Solo, Background, Vocals, Arrangements, Beatboxing – Michael Jackson
- Keyboards, Synthesizer – James Harris III, Terry Lewis
- Tontechniker, Mix – Bruce Swedien